# فرد بيري
فرد بيري (بالإنجليزية: Fred Perry)‏ (30 أكتوبر 1933 شلتنهام المملكة المتحدة - 11 يوليو 2016) هو لاعب كرة قدم بريطاني سابق كان يلعب كمدافع.